# Óscar Ramos
Óscar Ramos (Cali, Colombia; 24 de noviembre de 1928 - † ibidem, 25 de julio de 1991) fue un futbolista colombiano que jugaba como mediocampista. Era conocido como "Severiano" por su admiración a Severiano Lugo, un futbolista de su país de los años 1930.

## Dato
De manera oficial se conoce que "Severiano" Ramos, se convirtió en el primer futbolista colombiano que jugó para un equipo peruano. Los hinchas más longevos del Sport Boys aún comentan que él ha sido un de los mejores jugadores que han pasado por el club en toda su historia.

## Formación académica
Antes de regresar a su natal Colombia se formó para ser director técnico en Perú, años más tarde en 1977 realizó una especialización en México.

## Trayectoria
Se formó en el Club River Plate de Cali y debutó en Primera División defendiendo al Deportivo Cali a la edad de 19 años. Al año siguiente lograría el subcampeonato del fútbol colombiano, luego que su club finalizó el torneo en igualdad de puntaje con el Millonarios de Alfredo Di Stéfano y fuera derrotado en los partidos de desempate. Luego del subtítulo, Ramos pasó a las filas del Atlético Nacional de Medellín y posteriormente al América de Cali con los peruanos Félix Castillo, Rigoberto Felandro, Víctor Pasalacqua y Eliseo Morales. Luego se convirtió en uno de los primeros jugadores caleños en migrar al exterior, al fichar por el Litoral de Caracas para la temporada 1953.
Luego de volver al América de Cali, fichó por el equipo peruano Sport Boys en 1955 convirtiéndose en el primer futbolista colombiano en jugar por un club de ese país. Fueron tres temporadas en las que Ramos se mantuvo como habitual titular en este equipo. En 1958, en una campaña que comenzó bajo el comando técnico del griego Dan Georgiadis y concluyó con la dirección técnica de Marcos Calderón, logró el campeonato de la Primera División del Perú con el Sport Boys. Tras el título obtenido este club hizo una gira a Colombia donde participó "Severiano" Ramos como una de sus principales atracciones y al año siguiente se despidió de las sedas rosadas para regresar al Deportivo Cali, no le fue muy bien y finalmente se retiraría defendiendo la camiseta del Deportes Quindío en 1960.
Como entrenador dirigió, entre otros, al Millonarios de Bogotá y a la Selección Colombia que participó en los Juegos Panamericanos de 1967 en Winnipeg.
Falleció debido a una afección cardiaca el 25 de julio de 1991.

## Clubes

### Como jugador
| Club              | País      | Año       |
| ----------------- | --------- | --------- |
| Deportivo Cali    | Colombia  | 1948-1949 |
| Atlético Nacional | Colombia  | 1950-1952 |
| Litoral           | Venezuela | 1953      |
| América de Cali   | Colombia  | 1954      |
| Sport Boys        | Perú      | 1955-1958 |
| Deportivo Cali    | Colombia  | 1959      |
| Deportes Quindío  | Colombia  | 1960      |

### Como entrenador
| Club                      | País     | Año       |
| ------------------------- | -------- | --------- |
| Deportivo Cali            | Colombia | 1963-1964 |
| Millonarios               | Colombia | 1965      |
| Millonarios               | Colombia | 1966      |
| Once Caldas               | Colombia | 1967      |
| Selección Colombia Sub-23 | Colombia | 1967      |
| Once Caldas               | Colombia | 1968      |
| Deportes Tolima           | Colombia | 1968-1975 |
| Deportes Quindío          | Colombia | 1976      |
| Deportes Quindío          | Colombia | 1978      |
| Millonarios               | Colombia | 1979      |
| Deportes Quindío          | Colombia | 1980-1982 |
| Atlético Buenaventura     | Colombia | 1991      |

## Palmarés

### Campeonatos nacionales
| Título           | Club       | País | Año  |
| ---------------- | ---------- | ---- | ---- |
| Primera División | Sport Boys | Perú | 1958 |

## Distinciones individuales
Óscar fue el entrenador con más partidos dirigos en el Deportes Tolima durante casi 5 décadas hasta el año 2021 cuando Hernán Torres Oliveros superará el récord.
| Título                                                 | Club            | País     | Año       |
| ------------------------------------------------------ | --------------- | -------- | --------- |
| Entrenador con más partidos dirigidos (352 encuentros) | Deportes Tolima | Colombia | 1975-2021 |